# Hobo nickel

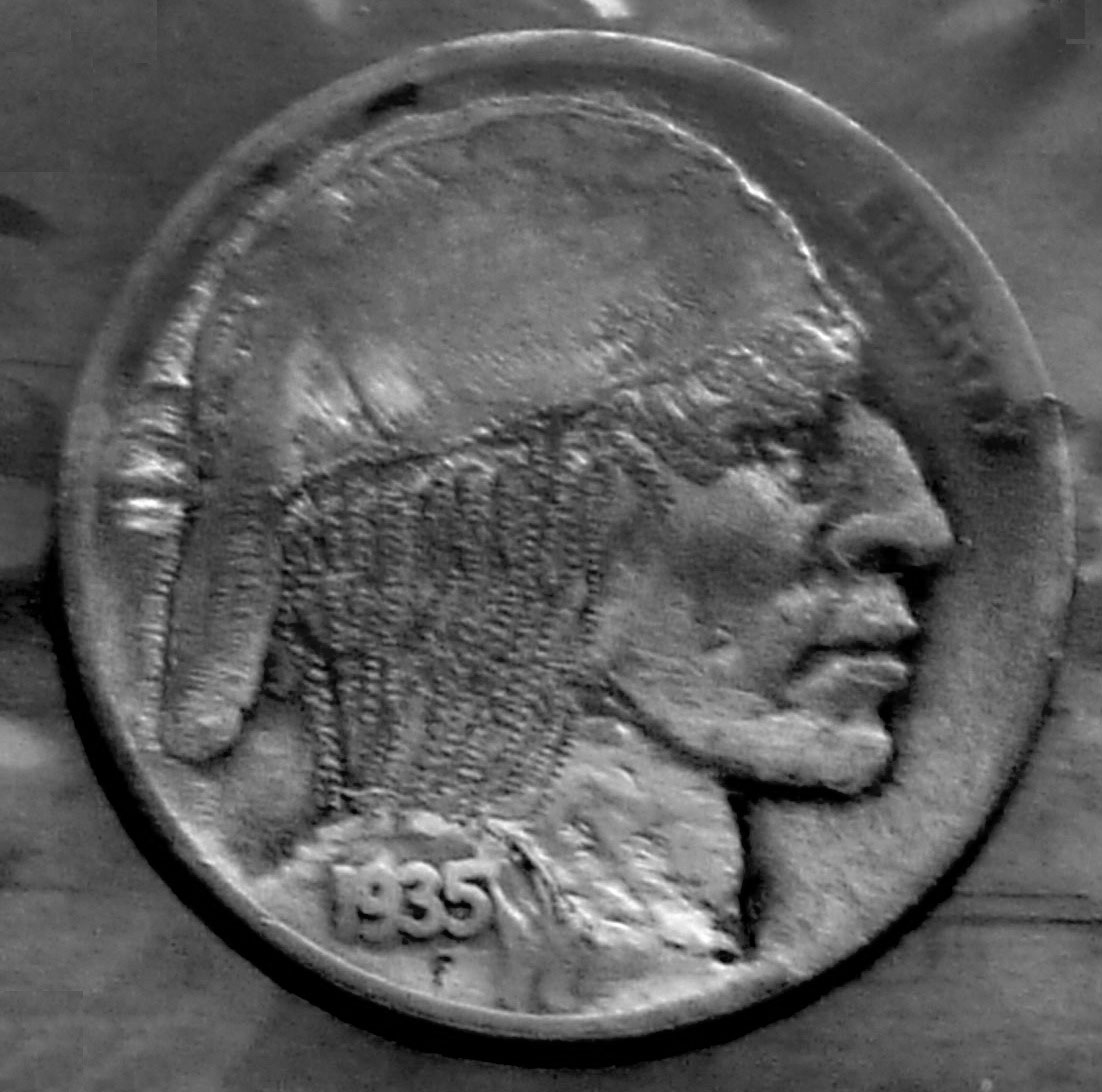
Приклад різьби по монетам

Hobo nickel є скульптурною формою мистецтва, що включає творчу модифікацію монет малого номіналу, що, в основному, призводить до мініатюрних барельєфів .  Американська монета 5 с була використана через її розмір, товщину і відносну м'якість.  Проте термін « nickel » є загальним, оскільки різьблення зроблено з різних сплавів.   

## Рано змінені монети (1750–1913 рр.)

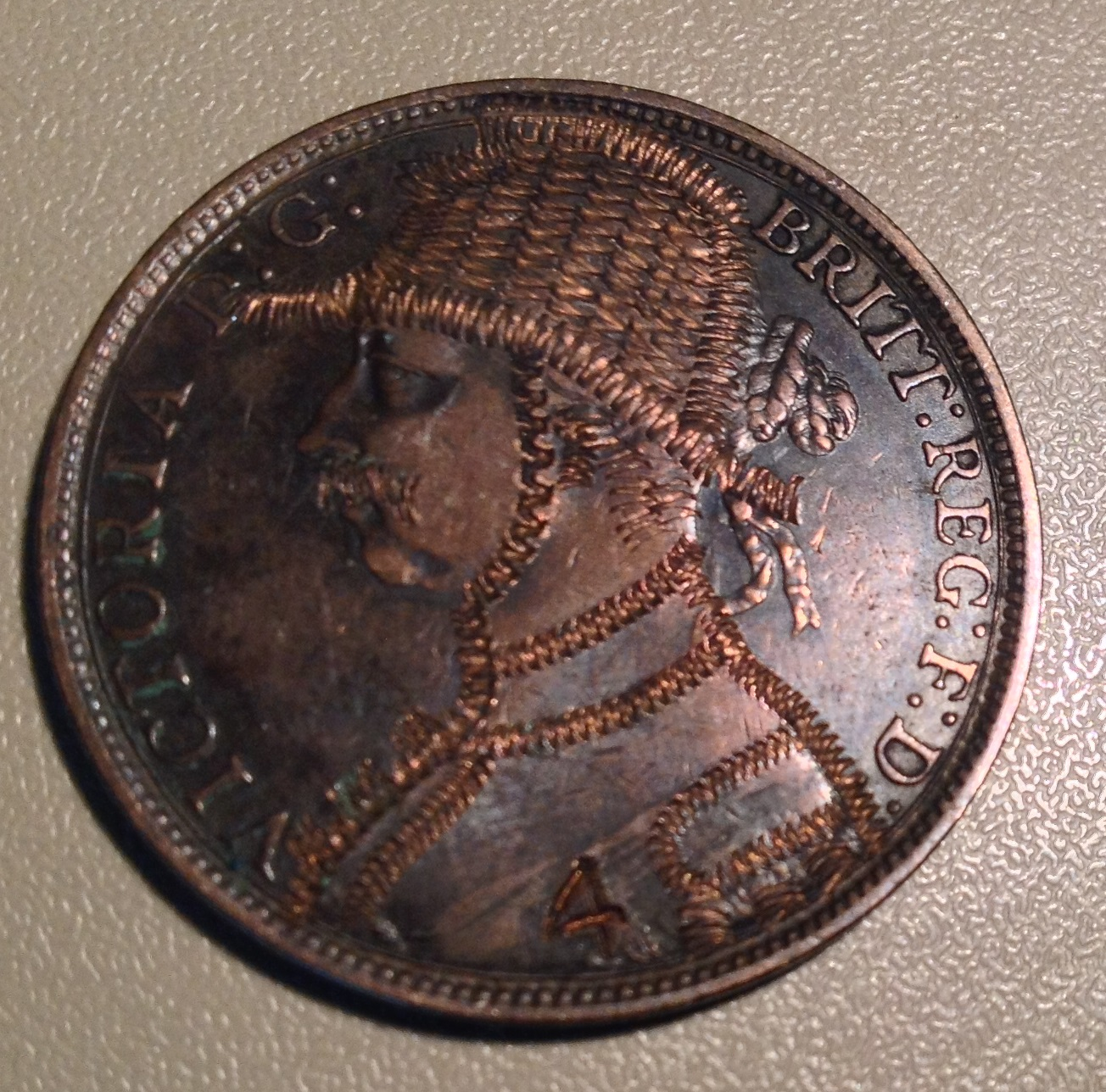
Змінений британський пенні

## Нікель Буффало

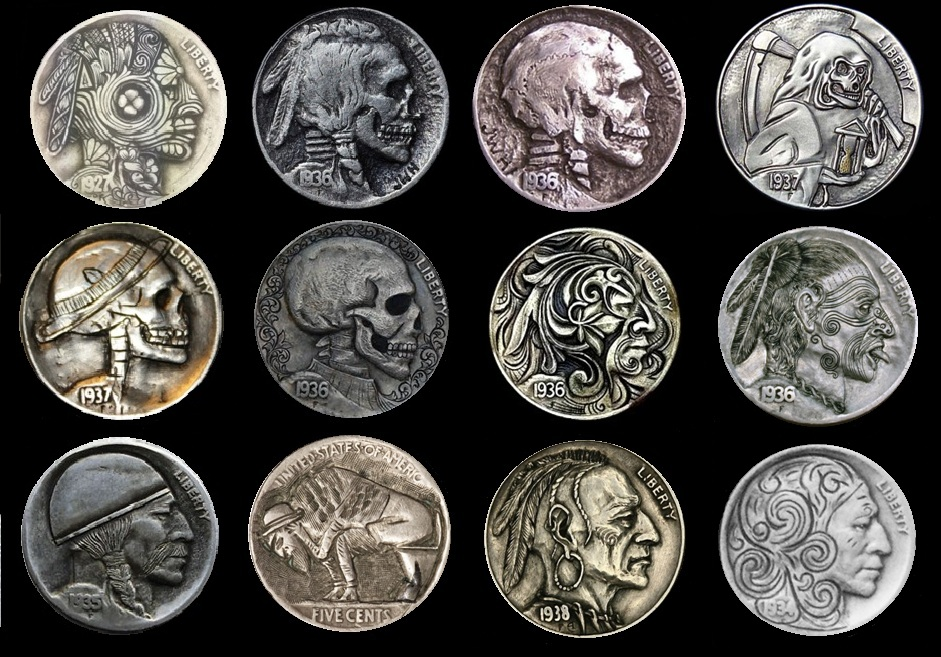
Бізон

Коли індійська голова, або нікель Буффало , була введена в 1913 році, вона стала популярною серед монетних граверів.  Великий, товстий профіль дав художникам більший шаблон, щоб працювати і дозволяв краще деталізувати. 

## Сучасні нікелі (з 1980 року)
Багато різьбярів створили стандартну конструкцію Hobo nickel ( дербі і бороди ), а також безліч сучасних предметів, таких як професійні бюсти (пожежник, залізничний інженер, піца шеф-кухар), відомі люди ( дядько Сем , Ейнштейн ), хіпі та інші.   